# Todaroa montana
Todaroa montana es una especie herbácea  pertenecientes a la familia Apiaceae. 

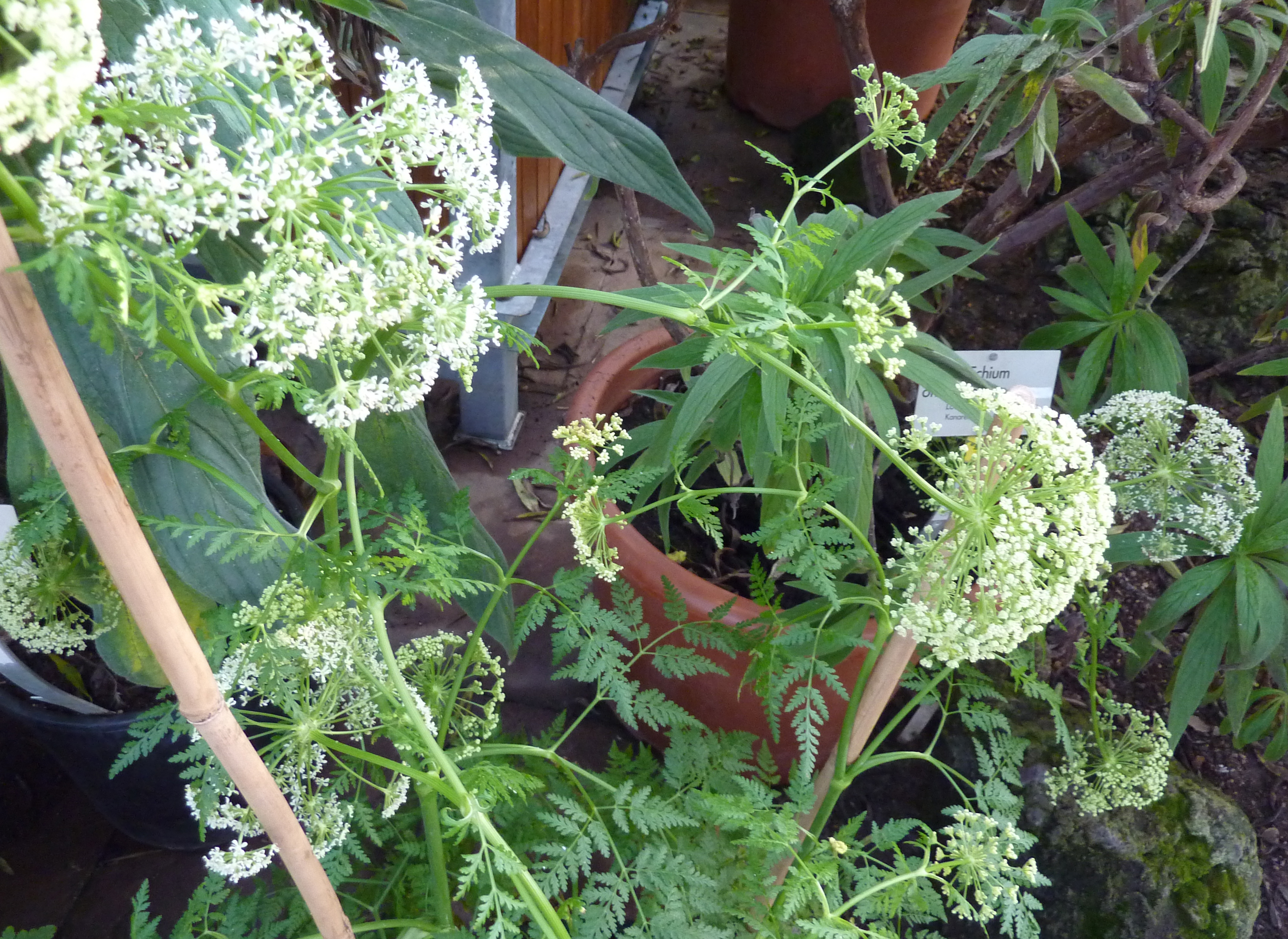
Vista de la planta

## Descripción
Todaroa montana es un endemismo de las Islas Canarias, Se trata de una planta que puede alcanzar los dos metros de altura. Se diferencia por sus hojas pubescente-tomentosas, 4-5 pinnadas. Las flores son amarillento-verdosas. 

## Taxonomía
Todaroa montana fue descrita por Webb ex Christ y publicado en Botanische Jahrbücher für Systematik, Pflanzengeschichte und Pflanzengeographie 9: 107. 1888.
Etimología
Todaroa: nombre genérico  dedicado a Agostino Todaro (1818-1892), botánico italiano.
montana: epíteto latino que deriva de mons,montis, que significa "montaña", aludiendo al hábitat de la planta, que suele encontrarse en los dominios de la laurisilva o del pinar. 
Sinonimia
- Athamanta montana (Webb ex Christ) Spalik & Wojew. & S.R.Downie
- Tinguarra montana (Webb ex Christ) A.Hansen & G.Kunkel[4]

## Nombres comunes
Se conoce como "cañaheja blanca o zanahoria de cumbre".